# جيوفاني بونانو
جيوفاني بونانو (بالإيطالية: Giovanni Bonanno)‏ هو سائق سباق إيطالي، ولد في 9 سبتمبر 1968.

## روابط خارجية
- جيوفاني بونانو على موقع DriverDB.com (الإنجليزية)